# Emma Blain

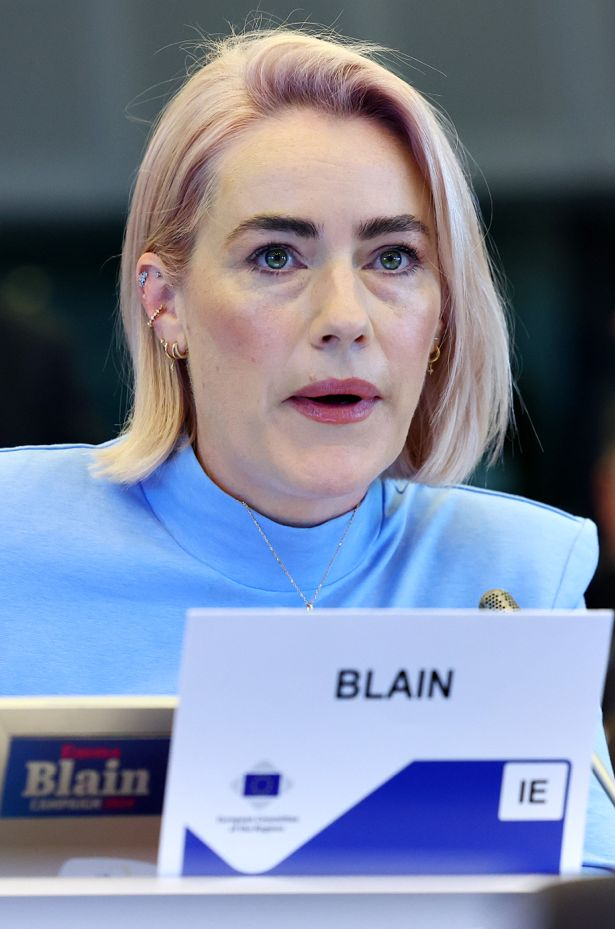
Emma Blain

Emma Louise Blain (* 14. September 1980) ist eine irische Politikerin der Fine Gael. Sie war von 2024 bis 2025 Lord Mayor of Dublin.

## Biografie
Blain wuchs im Dubliner Stadtteil Rathmines auf. Ihr Vater Sydney Blain war Rektor des Church of Ireland College of Education. Sie studierte Politikwissenschaften am University College Dublin und schloss dort mit einem Master ab.
Emma Blain war vor ihrem Einzug in die Politik Journalistin. Sie schrieb u. a. für den Sunday Independent und für The Herald. Seit 2020 war sie Autorin bei der Church of Ireland Gazette.
2016 wurde sie Nachfolgerin von Neale Richmond im Dún Laoghaire–Rathdown County Council, in dem sie bis 2024 saß. Wie James Geoghegan trat sie bei den Wahlen zum Dáil Éireann 2024 im Wahlbezirk an. Anders als Geoghegan hatte sie jedoch keinen Erfolg. Stattdessen rückte sie für ihn in den Dublin City Council nach und wurde am 18. Dezember 2024 357. Lord Mayor of Dublin. Dieses Amt gab sie turnusgemäß zum 1. Juli 2025 ab. Auf sie folgte Ray McAdam.
Seit Oktober 2024 ist sie auch ordentliches Mitglied im Europäischen Ausschuss der Regionen.

## Privates
Sie ist mit Andrew Macken verheiratet, mit dem sie zwei Kinder hat.